# 조지 시벤코
조지 시벤코(George Cybenko)는 미국의 컴퓨터과학자이다. 시그모이드 함수에 대한 보편 근사 정리인 시벤코 정리를 증명하였다.